# Stylochaeton salaamicus
Stylochaeton salaamicus är en kallaväxtart som beskrevs av Nicholas Edward Brown. Stylochaeton salaamicus ingår i släktet Stylochaeton och familjen kallaväxter. IUCN kategoriserar arten globalt som livskraftig. Inga underarter finns listade.